# Dolhasca
Dolhasca est une ville du județ de Suceava, Moldavie, située dans le nord-est de la Roumanie. En 2011, elle comptait 10 298 habitants.